# Брайс, Стивен
Стивен Хосе Брайс Валерио (исп. Steven José Bryce Valerio; 16 августа 1977, Сан-Хосе, Коста-Рика) — коста-риканский футболист, бывший атакующий полузащитник известный по выступлениям за «Алахуэленсе», «Саприссу» и сборную Коста-Рики. Участник Чемпионата мира 2002 года в Японии и Южной Корее.

## Клубная карьера
Брайс воспитанник клуба «Саприсса». В 1996 году он начал свою карьеру отыграв сезон за команду «Гойкоэчеа», куда он был отдан в годовую аренду «Саприссой». В 1997 году Стивен вернулся в родной клуб, в составе которого дважды выиграл чемпионат Коста-Рики.
В 2000 году он перешёл в «Алахуэленсе». В новой команде он сразу стал одним из лидеров и помог клубу четыре раза выиграть чемпионате, а также завоевать Кубок чемпионов КОНКАКАФ и Клубный кубок UNCAF. В 2004 году Брайс покинул Южную Америку и пытался закрепиться в Европе, выступая за кипрский «Анортосис» и греческий «ОФИ». После нескольких неудачных сезонов он вернулся на родину, где после недолгого выступления за «Брухас», отправившись в Гондурас. Стивен отыграл по сезону за «Марафон» и «Мотагуа» и помог последнему завоевать Клубный кубок UNCAF. В 2008 году Брайс провёл на родине в «Универсидад де Коста-Рика», а после уехал в австралийский «Брисбен Роар». 23 января 2010 года в матче против «Норт Квинсленд Фьюри» он дебютировал в Эй-лиге, но сыграв в четырёх встречах Стивен решил завершить карьеру.

## Международная карьера
21 января 1998 года в товарищеском матче против сборной Гондураса Брайс дебютировал за сборную Коста-Рики. Золотой кубок КОНКАКАФ 2000 года стал первым крупным турниром для Стивена в составе национальной команды. В 2001 году он принял участие в Кубке Америки. На турнире Брайс сыграл в матчах против Гондураса, Боливии и Уругвая. В поединке против Боливии он забил один из мячей.
В 2002 году Стивен во второй раз сыграл на Золотом кубке КОНКАКАФ. Он провёл четыре встречи против национальных команд Мартиники, Тринидада и Тобаго, Южной Кореи и США. В том же году Стивен сыграл на Чемпионате мира в Японии и Южной Корее. Он принял участие в поединках против сборных Китая, Турции и Бразилии, а также отметился двумя голевыми передачами.
В 2003 году Брайс в третий раз принял участие в Золотом кубке КОНКАКАФ. На турнире он сыграл в поединках против сборных Канады, Кубы, Сальвадора, Мексики и США и забил два гола. В 2004 году Стивен принял участие в Кубка Америки в Перу. На турнире он сыграл в поединках против сборных Чили, Парагвая, Колумбии и Бразилии. В 2005 году в составе сборной он во второй раз стал обладателем Центральноамериканского кубка. В том же году Стивен в четвёртый раз сыграл на Золотом кубке КОНКАКАФ. На турнире он сыграл во встречах против Канады, Кубы, США и Гондураса.

## Достижения
Командные
 «Саприсса
- Чемпионат Коста-Рики — 1997/1998
- Чемпионат Коста-Рики — 1998/1999

 »Алахуэленсе
- Чемпионат Коста-Рики — 2000/2001
- Чемпионат Коста-Рики — 2001/2002
- Чемпионат Коста-Рики — 2002/2003
- Чемпионат Коста-Рики — 2003/2004
- Обладатель Кубка чемпионов КОНКАКАФ — 2004
- Обладатель Клубного кубка UNCAF — 2002

 "Мотагуа
- Обладатель Клубного кубка UNCAF — 2007

Международные
 Коста-Рика
- Центральноамериканский кубок — 1999
- Центральноамериканский кубок — 2005
- Золотой кубок КОНКАКАФ — 2002